# 格奧爾基·阿薩奇
格奧爾基·阿薩奇（羅馬尼亞語：Gheorghe Asachi，1788年3月1日—1869年11月12日），摩爾達維亞人，羅馬尼亞作家、詩人、畫家、歷史學家、戲劇家和翻譯家。

## 外部連結
- .   [2019-11-24]. 原始内容存档于2013-01-13 （罗马尼亚语）.
- .   [2019-11-24]. （原始内容存档于2021-12-30） （罗马尼亚语）.